# 2024年—2025年喬治亞示威
2024-25年喬治亞選舉後示威最初起因於同年的國會選舉，示威者認為選舉遭到操弄，故從10月28日起開始抗議。到了11月底，由於總理伊拉克利·科巴希澤宣布推遲加入歐盟的進程，又引發了一波抗議。
在此次示威中，政府被指控出現多起暴力鎮壓，記者與示威者遭到軍警蓄意攻擊。而示威者稱曾在廣場起義中鎮壓、殺害抗議者的雇傭兵「蒂圖什基」也在其中。

## 背景

### 外国代理人法示威
2023年3月，格鲁吉亚议会通过了外国代理人法，该法案规定媒体机构等组织如果从国外获得超过20%的资金，则会被归类为“外国代理人”。格鲁吉亚前教育部长吉亚·诺迪亚表示法案可能会扼杀新闻自由，并认为该法律草案模仿了俄罗斯外国代理人法，而俄罗斯政府经常用该法律打压独立媒体。议会通过法案后，数万名民众上街抗议。此次示威在历经3个月后于6月5日平息。

### 选举
2024年10月26日，格鲁吉亚举行议会选举。执政的格鲁吉亚梦想党在150个议会席位中获得89席，成功过半。反对党指控此选举舞弊，称这场选举是“宪法政变”。总统萨洛梅·祖拉比什维利表示“不会承认本次议会选举的有效性，因为选举是完全被操纵的。”祖拉比什维利还呼吁民众28日晚在格议会前集会，表达他们的抗议。

## 示威進展

### 首波示威（10月28日-11月25日）

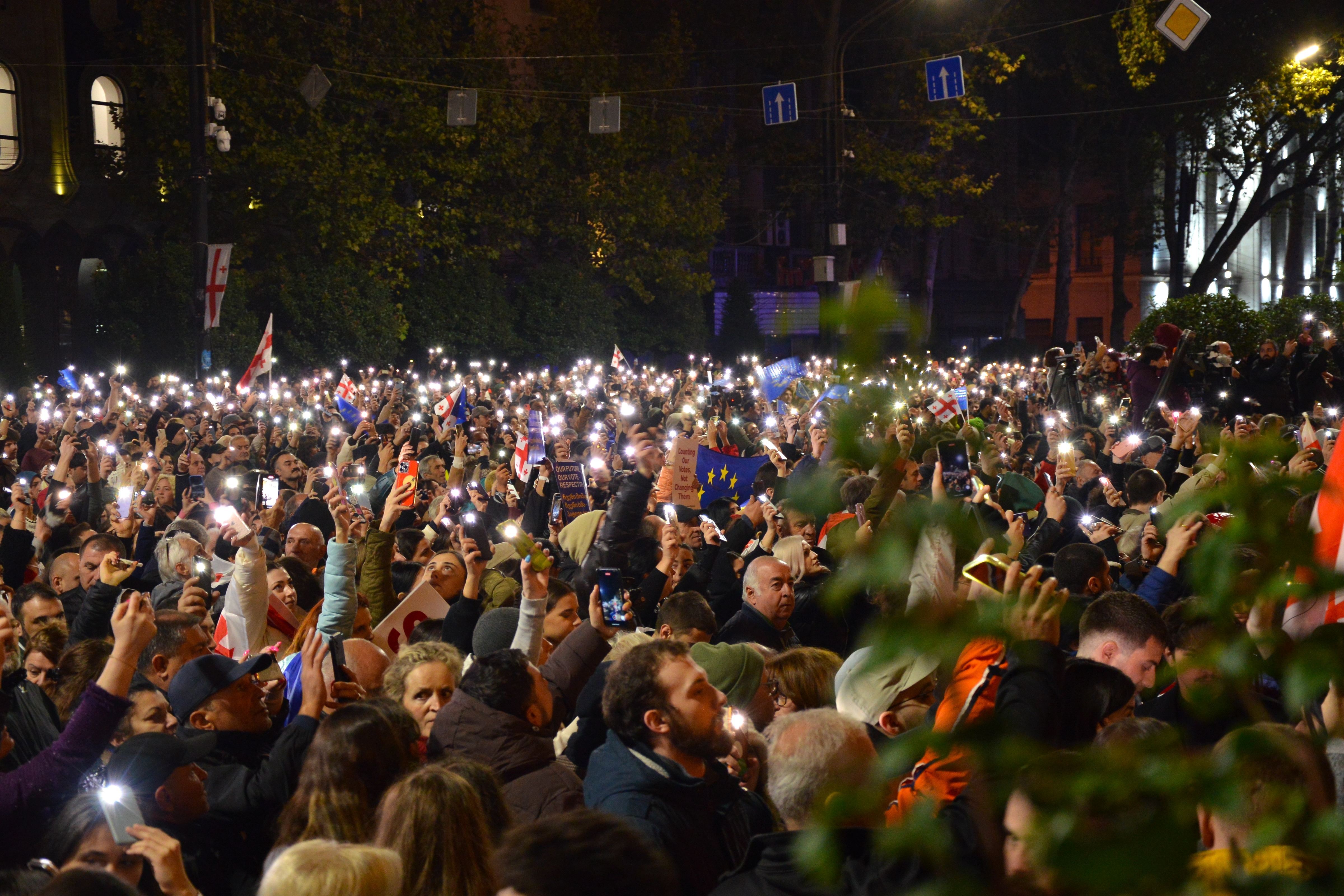
2024年10月28日，数万名示威者在议会抗议。

數萬名抗議者在10月28日在首都特比利西抗議選舉結果，喬治亞總統萨洛梅·祖拉比什维利指控俄羅斯介入選舉。總統稱，政府偷走了選舉、偷走了未來，抗議是人民唯一表達不滿的方式。反對派拒絕承認選舉結果，當選的反對派議員也拒絕進入議會。
欧盟委员会與欧盟外交与安全政策高级代表何塞普·博雷利發表聲明，對喬治亞此次選舉感到擔憂，呼籲當局盡速調查選舉時遭遇的違規行為。
11月4日起，反對派宣布將天天抗議，要求政府重新選舉，同時讓國際選舉觀察員監督新選舉。歐洲議會議員團前往喬治亞聲援示威者，支持他們對於民主及歐洲夢的奮鬥。喬治亞夢想議員指責這些人「以歐盟的名義製造混亂」。
喬治亞各大專院校的學生紛紛發起罷課，抗議政府偷走了選舉。
喬治亞中央選舉委員會在11月16日正式確認選舉結果，委員會主席稱沒有證據證明選舉被操弄，反對派因此向他潑漆。
反對派在11月17日於第比利斯国立大学旁的大道靜坐並建立營地，19日警方拆除營地並驅離抗議者。學生與教師要求校長辭職，因為他們認為校長允許防暴警察入校。

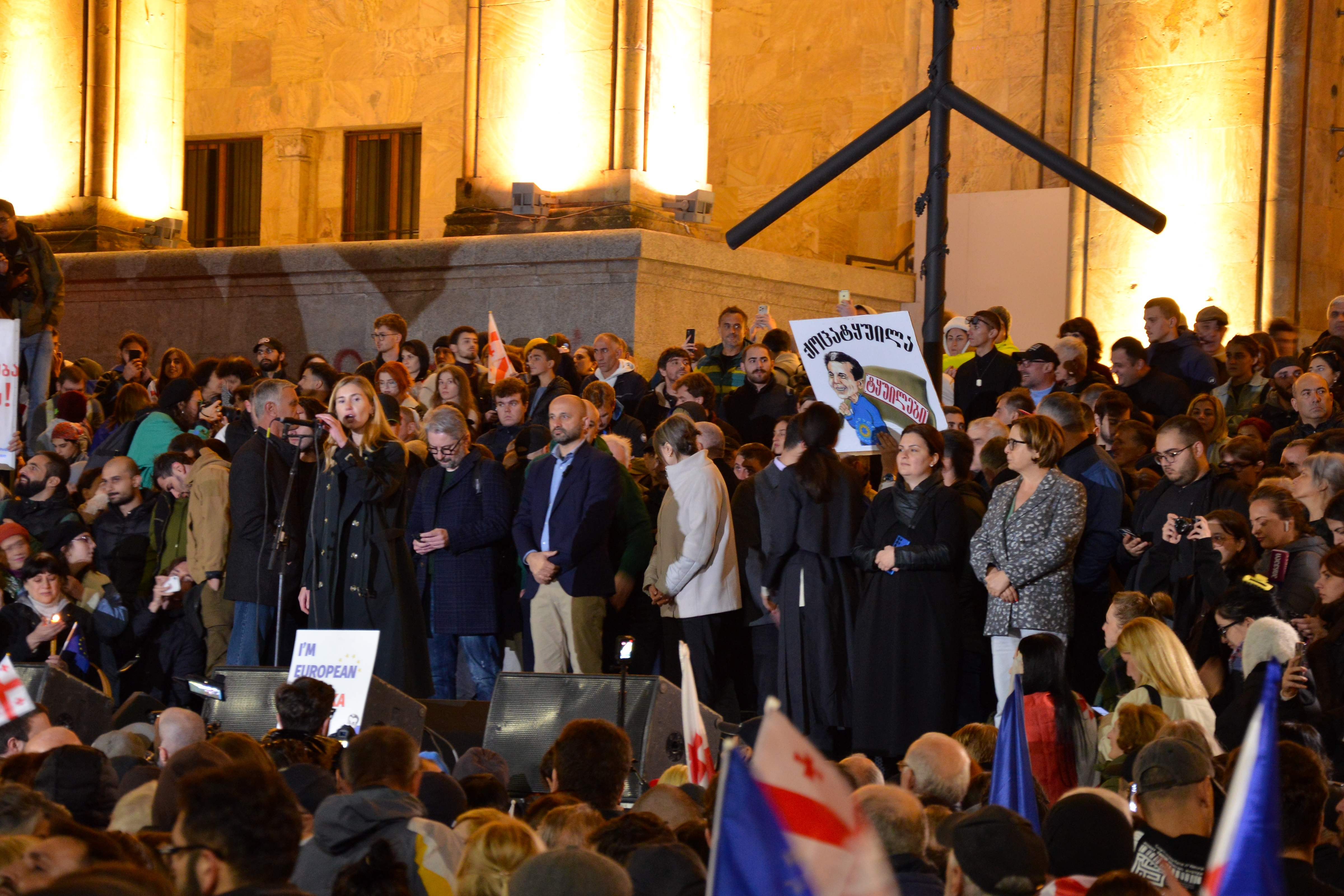
反對派領袖們在10月28日的抗議中演講

新任國會於11月25日開議，反對黨以及總統萨洛梅·祖拉比什维利因抵制選舉結果而拒絕出席，僅有喬治亞夢想的議員出席。瓦赫坦·科马拉德兹指控，憲法法庭做出判決前國會不應開會並行使權力。總統稱喬治亞夢想議員「毀憲亂政」，即日起喬治亞國會已不復存在。國會議長沙尔瓦·帕普阿什维利稱，憲法規定總統須在選舉結果正式確認後10天內召集國會，總統未召開便已違憲。

### 第二波示威（11月28日至今）

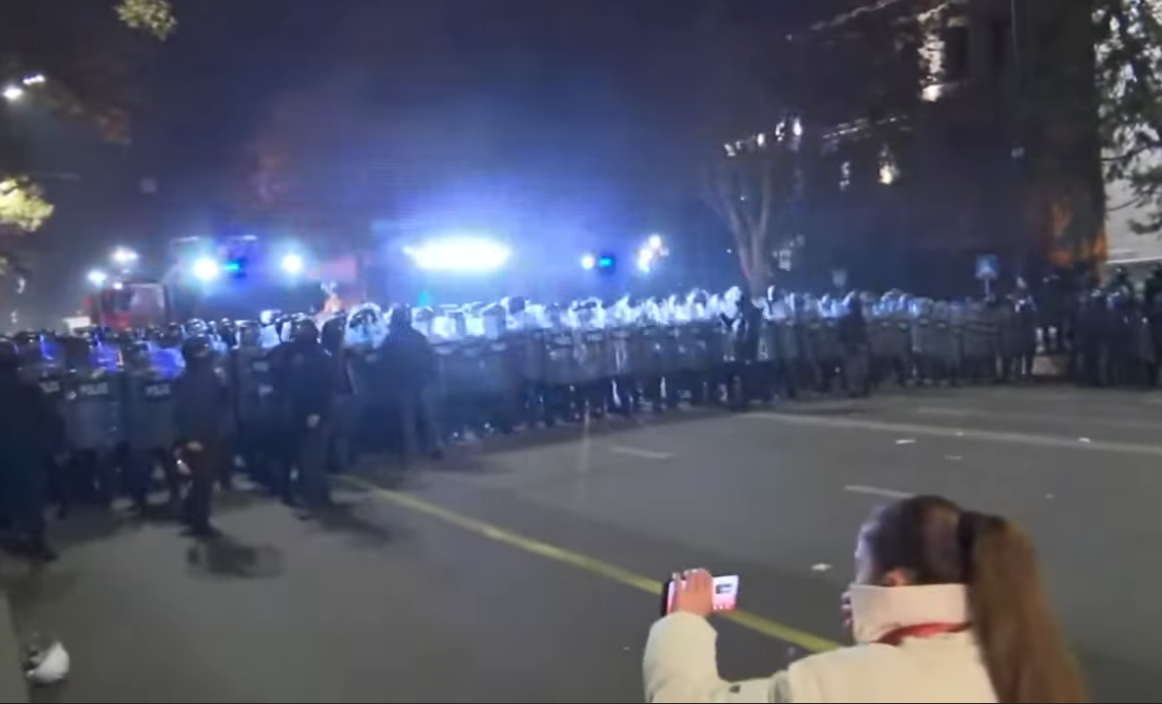
防暴警察排出方阵队形。

11月28日，新一届格鲁吉亚议会通过对总理伊拉克利·科巴希泽的信任投票，并对政府组成进行了几项调整，将执政纲领改成“走向和平、尊严和繁荣的欧洲”，并强调“加入欧盟时必须遵守格鲁吉亚要求，即避免卷入俄乌战争和维护传统价值观”。
同日，欧洲议会通过决议，要求格鲁吉亚在国际监督下重新举行选举。议会还呼吁欧盟委员会对格鲁吉亚政府领导人实施制裁。当晚，总理科巴希泽举行新闻发布会宣布单方面暂停格鲁吉亚加入欧盟谈判，并拒绝欧盟提供任何预算拨款和贷款，直至2028年。但科巴希泽表示，格鲁吉亚将继续执行《格鲁吉亚-欧盟联系国协议》，待加强经济后，于2028年重启入盟谈判。這導致支持加入欧盟的示威者再次上街抗议，並封锁首都第比利斯的街道。
11月29日晚間，在反对派的号召下，数千名示威者再次聚集在首都第比利斯市的市中心抗议。他們聚集在议会大楼前，再次封锁第比利斯主要大道的交通。
总统萨洛梅·祖拉比什维利宣布不会在12月任期结束时卸任，表示新议会非法產生，无权任命新总统。次日，祖拉比什维利呼吁向憲法法庭施压，取消选举结果。总理科巴希泽表示他理解总统的“情绪状态”，但他也稱總統應在新任總統誕生後離開官邸。
美国国务院发言人马修·米勒在推特上发文称，推迟加入欧盟谈判的决定是对“格鲁吉亚宪法的背叛”。他声明，此举使格鲁吉亚在面对俄罗斯克里姆林宫时更加软弱，而格鲁吉亚人民压倒性地支持加入欧盟进程。米勒还称美国谴责格鲁吉亚警方对行使集会和表达权利的格鲁吉亚民众过度使用武力，以及打压和平示威活动。
据悉在示威活动中，示威者、警方和记者都遭遇了暴力袭击，并有107人因为“拒绝服从警察命令和流氓行为”而被拘留以及内政部的10名工作人员受伤。总理科巴希泽称现时不打算和反对派谈判，并指责这起示威是因境外势力煽动而引起。格鲁吉亚人权监察员莱万·伊奥塞利亚尼表示“这是暴行”，并呼吁警方不要滥权。自由欧洲电台／自由电台记者塔穆娜·奇卡鲁利称，她此前报导其他抗议时“从未见过警察公然用粗俗语言和比中指”。国际特赦组织表示警方很明显的正在利用政府的包庇行为对付示威者。在这起示威中，示威者使用燃烧瓶和烟花等物品袭击警方。警方则使用了催泪瓦斯、胡椒喷雾和高压水枪反击。有示威者和记者声称水枪中掺杂了化学物质。

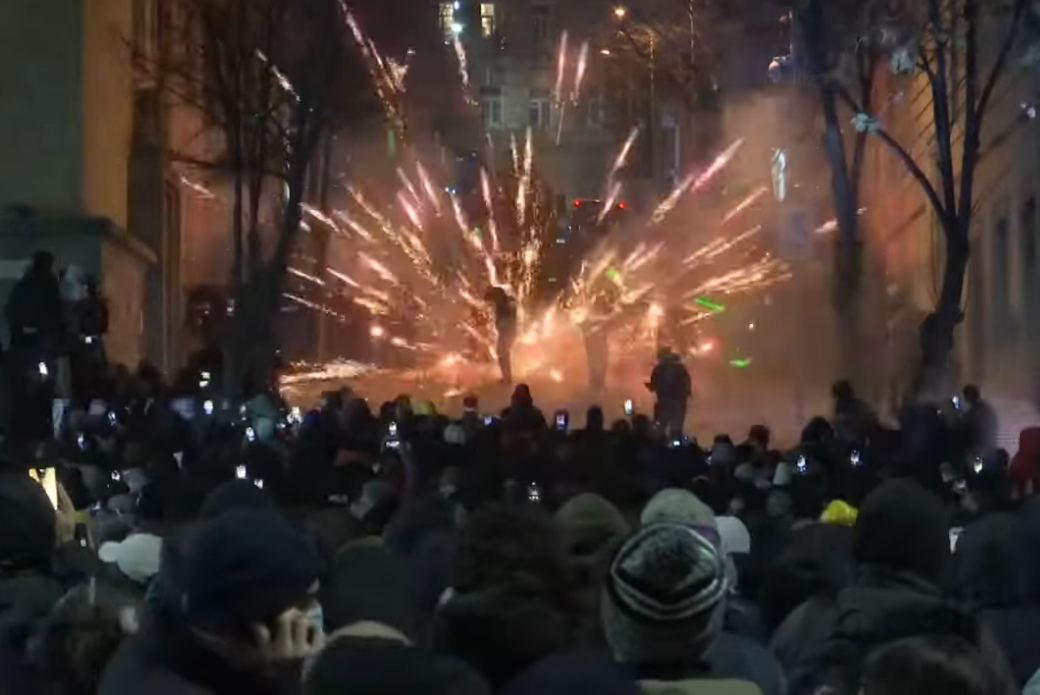
奇奇纳泽街的示威者朝警察发射烟花。

12月2日，格鲁吉亚政府派出特种部队驱散第比利斯议会大厦附近的示威者。内政部长瓦赫坦·戈梅劳里表示，最近几天已有224名示威者被捕，自11月28日起，已有113名警察受伤。同日，吉尔基——更多自由党主席祖拉布·贾帕里泽被冠上莫须有罪名逮捕，后因议员豁免权而释放。12月4日，变革联盟党主席尼卡·格瓦拉米亚在办公室被捕，警察还突袭了部分反对党和非政府组织。总理科巴希泽辩解，称这些行动是为了防止抗议期间发生暴力事件，并在回避批评时表示：“我不会称此为镇压；这更像是一种预防措施，而不是镇压。”改革联盟称，格瓦拉米亚在遭到袭击失去意识后，被扔进拘留车。
12月7日，Pirveli TV的记者玛卡·奇克拉泽在拍摄一群黑衣人殴打示威者的画面时，遭到他们袭击，据悉黑衣人在殴打完后拿走了摄像机，奇克拉泽的同事的头部则在袭击中受伤。奇克拉泽指控格鲁吉亚政府雇佣暴徒团伙阻止民众参加反政府集会，但遭到执政党否认。同日，美联社记者目睹了几名蒙面男子暴力袭击一名试图进入反对党办公室的示威者。这名男子在被殴打后瘫倒在地，但袭击者仍然不断踢他。他之后向美联社记者展示了头部受伤的情况。次日，数百名媒体工作者走上第比利斯市中心的鲁斯塔韦利大道，张贴在工作中遭到袭击的记者的照片。
12月8日，祖拉比什维利在重修后的巴黎圣母院大教堂开幕式上与法国总统埃马纽埃尔·马克龙以及美国总统当选人唐纳德·特朗普讨论了被操纵选举和对格鲁吉亚人民令人震惊的镇压。祖拉比什维利还在开幕式期间与乌克兰总统弗拉基米尔·泽连斯基和世界首富埃隆·马斯克見面，并期待马斯克访问格鲁吉亚。
12月13日，格鲁吉亚议会批准了一项法案，禁止示威者在抗议期间佩戴面具、使用烟花和激光笔，且烟花的进出口和销售都必须获得许可证。
同日，在格鲁吉亚总统选举前夕，数千名示威者举行示威支持现任总统萨洛梅-祖拉比什维利连任。法国总统马克龙表示，法国愿意站在拥有“欧洲和民主夙愿的格鲁吉亚伙伴”一边，并补充说：“如果过度镇压和平示威，民间社会组织、记者和反对党成员受到骚扰，格鲁吉亚就不可能在加入欧洲之路上取得进展。”格鲁吉亚宪法起草者之一瓦赫唐·赫马拉泽表示：“格鲁吉亚正面临着前所未有的宪政危机。且“该国在没有合法的议会或行政权力情况下，新一任总统也将同样不合法。
在总统选举中當選的米哈伊尔·卡韦拉什维利於12月29日就職，但萨洛梅-祖拉比什维利稱拒絕卸任並稱米哈伊尔是非法當選。
2025年1月14、15日，喬治亞全國各地媒體、公司罷工，聲援受政府關押的政治犯並要求重行選舉。
2025年2月6日，喬治亞國會在執政喬治亞夢想黨佔大多數的情況下，終止包括改革聯盟、聯合國家運動黨和強大喬治亞等49名在野黨議員任期，令國會內只剩下89名喬治亞夢想黨議員，向執政黨提供信任供給的8名喬治亞人民力量黨議員和在野的12名為了喬治亞黨議員。

## 反應
歐洲各國與歐洲安全與合作組織分別向喬治亞政府表達尊重集會結社自由、重行選舉等意見，並反對喬治亞政府任意逮捕示威者與記者。而第119届美国国会最快會在2025年1月再度推動援助喬治亞的MEGOBARI法案。

### 制裁
乌克兰
總統弗拉迪米爾·澤倫斯基宣布對喬治亞夢想創始人比济纳·伊万尼什维利、秘書長暨第比利斯市长卡哈·卡拉泽以及總理伊拉克利·科巴希泽等19人實施制裁。澤倫斯基也呼籲世界各國也應採取類似行動。
 美国、 英国
美國財政部外國資產控制辦公室與英國依據全球馬格尼茨基人權問責法，以對抗議者暴力鎮壓為由，在12月19日對喬治亞內政部部長瓦赫坦·戈梅劳里等5人實施資產凍結與旅行禁令。
27日，美國財政部將比济纳·伊万尼什维利列入特别指定国民和被封锁人员，並凍結其在美國境內所有資產。
  波羅的海三國
12月1日，三國對比济纳·伊万尼什维利等11人實施制裁，禁止這些人入境。
 捷克
捷克外交部長揚·利帕夫斯基於2025年1月29日宣布將對三名喬冶亞內務部 (MIA) 高級官員實施制裁，原因是他們參與了「殘酷鎮壓抗議活動」。
受制裁者包括：
- Zviad Kharazishvili（又稱「Khareba」）－特別任務部負責人
- Mirza Kezevadze – 特別任務部副部長
- 瓦札·西拉澤– 巡邏警察局長

## 另見
- 2023年至2024年格鲁吉亚示威